# Gustavo Miramontes Cortés
Gustavo Miramontes Cortés, apodado Charro, es una pelotari mexicano. Durante el Campeonato del Mundo de Pelota Vasca de 2002 y el Campeonato del Mundo de Pelota Vasca de 2006 ganó la medalla de oro en la especialidad de frontenis al lado de Alberto Rodríguez Faisal. 